# 有頭體

以有頭體書寫「藏語」的藏文。

有頭體（藏語：དབུ་ཅན་，威利转写：dbu can，藏语拼音：Ujain；IPA：[utɕɛ̃]，音譯吾堅、烏金）是藏文的一類字體，用於藏語及宗喀語。有頭體的特點是每個字母最上面的一筆都是橫直的；每一行文字的各音節上端對齊，形成一條直綫。區別于草書體的無頭體。
有頭體整齊易認，是印刷書籍常用的字體。
各種有頭體之間差別不大。十世纪末十一世纪初的書法家琼博玉赤巴尔（也译“瓊布右遲”、“琼布犹赤”）對有頭體進行了規範，這种規範的字體稱為「瓊體」。

## 外部連結
- 藏文字體簡介
- 藏文书法简史 （页面存档备份，存于）